# Paolo Cognetti
Paolo Cognetti (n. 27 ianuarie 1978, Milano, Italia) este un scriitor italian.
A câștigat Premiul Strega în 2017 pentru Le otto montagne.